# Conception Bay
Conception Bay is een baai van zo'n 1400 km² in de Canadese provincie Newfoundland en Labrador. De baai bevindt zich in het zuidoosten van het eiland Newfoundland, in de nabijheid van de hoofdstad St. John's.

## Geografie
Conception Bay verdeelt Newfoundlands grote schiereiland Avalon in het noorden in twee delen. In het westen is dat Bay de Verde, dat een subschiereiland van Avalon is. Conception Bay is zo'n 70 km lang en op z'n breedste punt bijna 30 km breed. De baai telt vooral in het westen een aantal grote zijbaaien, waaronder de Bay Roberts en de Harbour Grace.
De baai is arm aan eilanden, maar heeft met het oostelijk gelegen Bell Island (34 km²) wel één groot eiland. Bell Island is ook het enige bewoonde eiland in de baai. Kellys Island (1,9 km²) en Little Bell Island (0,3 km²), respectievelijk het tweede en derde grootste eiland van de baai, bevinden zich allebei ten zuiden van Bell Island.

### Plaatsen
De oostkust van Conception Bay maakt in zijn volledigheid deel uit van de Metropoolregio St. John's. Ook de zuid- en vooral de westkust van de baai zijn dichtbevolkt, met de Agglomeratie Bay Roberts als kern. Dit maakt van de regio rond de baai bij verre de meest dichtbevolkte regio van de provincie. Behalve een handvol gemeentevrije dorpen, liggen er ook 26 gemeenten (towns) aan de oevers van de baai. De grootste daarvan (2016) zijn de aan elkaar grenzende gemeenten Conception Bay South (26.199 inwoners), Paradise (21.389 inwoners) en Portugal Cove-St. Philip's (8.147 inwoners).
De andere gemeenten aan Conception Bay zijn, van oost naar west: Pouch Cove, Bauline, Holyrood, Harbour Main-Chapel's Cove-Lakeview, Avondale, Conception Harbour, Colliers, Cupids, Brigus, South River, Clarke's Beach, North River, Bay Roberts, Spaniard's Bay, Bishop's Cove, Upper Island Cove, Bryant's Cove, Harbour Grace, Carbonear, Salmon Cove, Small Point-Adam's Cove-Blackhead-Broad Cove en Bay de Verde. Ten laatste is er nog Wabana, dat op Bell Island ligt.

## Galerij

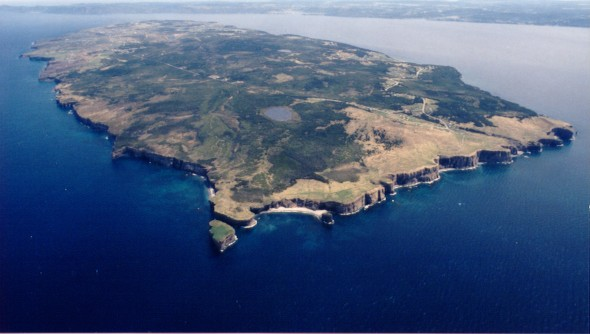
Luchtfoto van Bell Island, in het oosten van de baai
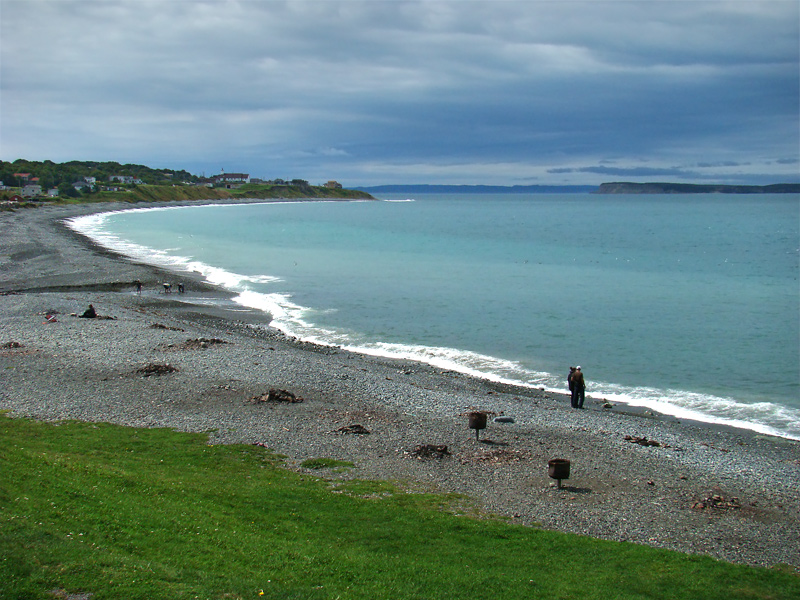
Topsail Beach in het noorden van de gemeente Conception Bay South
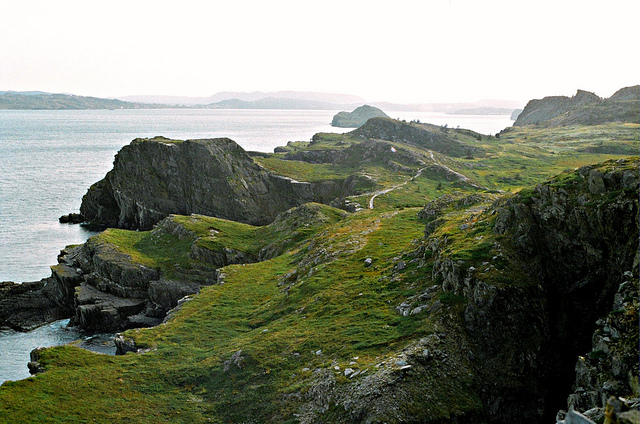
Kliffen aan de rand van Bay Roberts
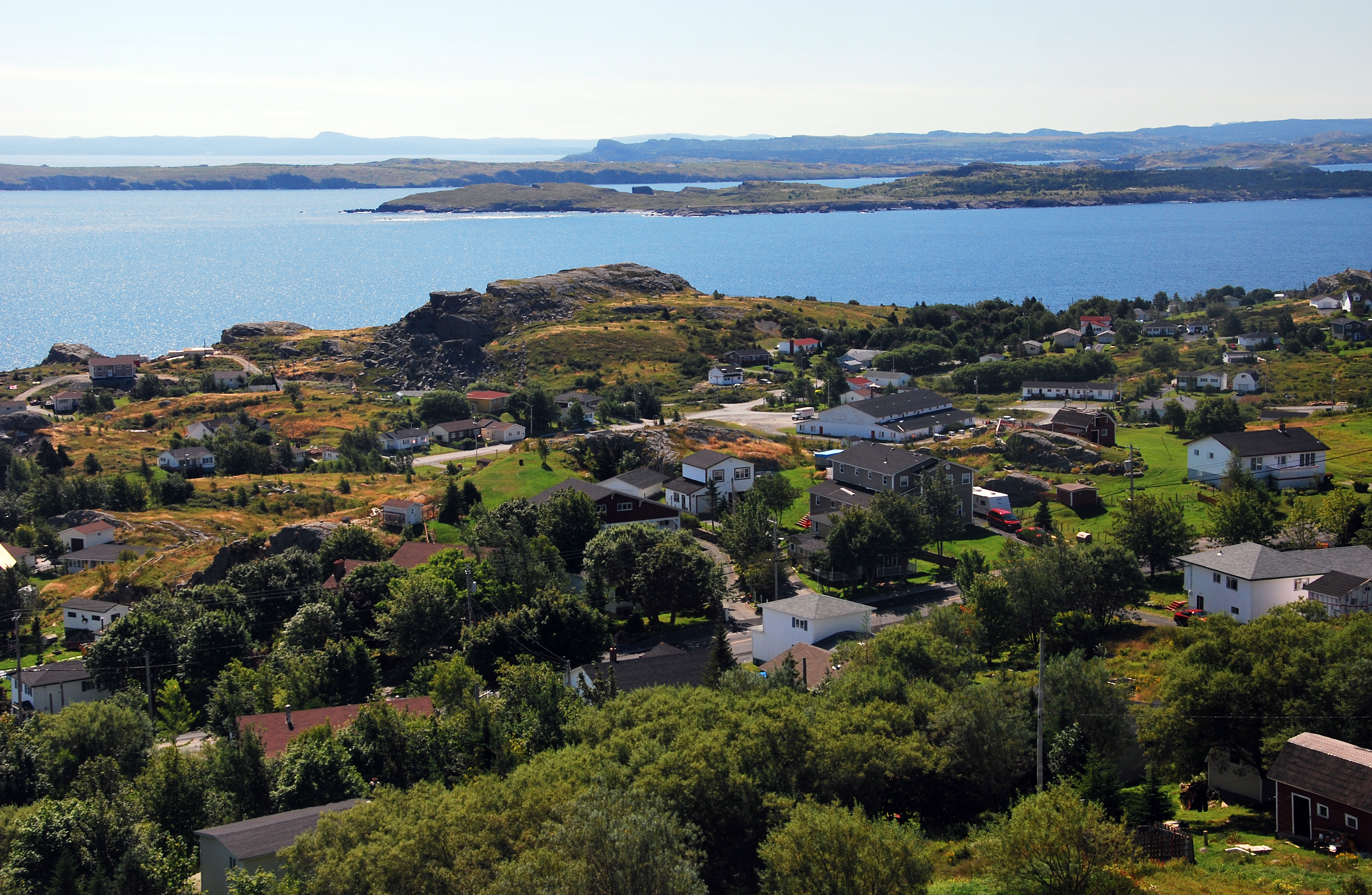
Het dorp Upper Island Cove met de baai in de achtergrond